# День войны
«День войны́» — советский чёрно-белый полнометражный документальный фильм об одном из дней Великой Отечественной войны, съёмки которого 13 июня 1942 года одновременно вели 160 кинооператоров на всех фронтах и в разных частях СССР. Вышел на экраны страны 22 октября 1942 года.

## Хронология
Бегущие в атаку солдаты, и словно от взрыва возникает заглавный титр «День войны». Аэростаты над Москвой. Город с высоты птичьего полёта. Самолёты высоко в небе. Конный патруль на пустынных утренних улицах, проезжает мимо мавзолея Ленина. Возле моста вооружённый патрульный останавливает машину для проверки документов, поздравляет прибывшего танкиста с правительственной наградой. По набережной напротив Кремля стройными колоннами движутся батальоны пехоты.
Разведка боем в Заполярье, солдаты на лыжах в белых маскхалатах. Выстрелы, взрывы, раненому бойцу перевязывают голову, везут тело убитого.
Военные корабли у берегов Севастополя. Над городом вражеские бомбардировщики. Под залпы артиллерийских орудий с суши и моря утренняя контратака моряков. Разрушенные улицы города. Бойцы выносят раненых, город оставлен.
Выстрелы в лесу, орудия стреляют из укрытий. Взрывы. В рассеивающемся тумане виден танк. Спящие бойцы. Приготовление еды на костре, боец за печатной машинкой, другой за написанием письма. Солдатская трапеза в окопах. Военный наблюдатель с биноклем, в небе появляется самолёт.

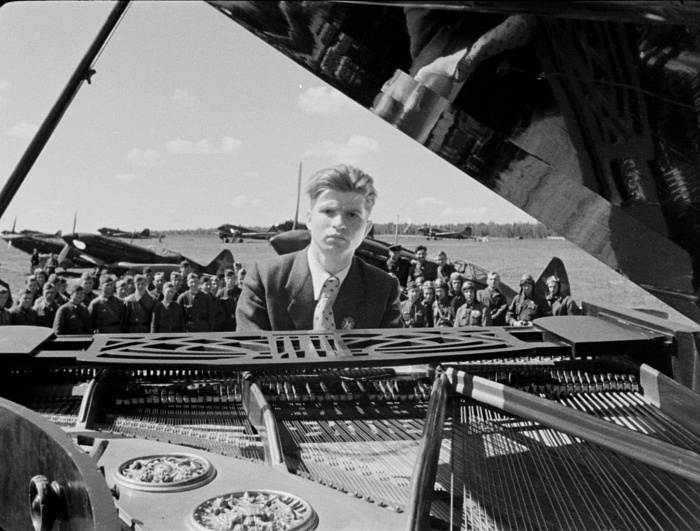
Играет Эмиль Гилельс,
кадр из фильма

На поле среди самолётов на рояле музыкант исполняет произведение Рахманинова, его слушают лётчики. Это пианист Эмиль Гилельс. Во время концерта с задания прилетает самолёт, после доклада лётчик присоединяется к слушателям.
На улицах и площадях Ленинграда зенитные орудия, маскировочная сетка, прожекторы. Движется трамвай. Часовой на набережной Невы. У карты на Военном совете Ленинградского фронта Жданов, Говоров, Кузнецов. Снайпер Одилов с напарником на оборонных рубежах города. На крыше здания дежурят девушки. Дымится разрушенное здание Печатного двора, жители с детьми разбирают завалы. На лестнице тело погибшей девочки, взрослые плачут. Залпы артиллерийских орудий.
Подводная лодка в Баренцевом море готовится к погружению, среди её команды кинооператор Ошурков. У перископа командир лодки Колышкин. На торпеде надпись: «За Сталина! 13 июня 42», экипаж готовится к торпедированию. Через перископ видно — цель поражена.
Лётчик-истребитель Сгибнев готовится к очередному боевому вылету. Техники укладывают в отсек самолёта патроны. Сигнальная ракета, лётчики бегут по кабинам, начинается воздушный бой. Падает немецкий сбитый самолет. Возвращение советских самолётов на аэродром.
На Орловщине действуют партизанские отряды. Подрыв мостов — путей отхода. Бой в одном из поселений. Митинг в освобождённой деревне. Женщины бьют следующего под конвоем предателя-полицая. Недолгий суд и приговор — расстрел.
Гибель лётчика Антонова, смертельно раненного, но дотянувшего самолёт до аэродрома. Произносятся прощальные слова. Советские самолёты в воздухе. Бомбовые удары по вражескому аэродрому.
После огневой подготовки на поле боя появляются танки и пехота. Один из немецких танков на буксире советского. Комиссар Шашло возле танка после боя. Отправка раненых.
Бойцы в засаде на Северо-западном фронте. С появлением вражеских танков завязывается бой.
На Калининском фронте идёт артподготовка перед атакой. Артиллерист командует: «Огонь! Подать боеприпасы». В тылу в заводском цеху идёт процесс по производству боеприпасов. Собирается и упаковывается оружие всех видов и мастей: снаряды, винтовки, бомбы. 
В шахте на Уральском руднике Янкин добывает медную руду по придуманному им скоростному методу. Экспедиция геологов на разработке нового месторождения железной руды в горах Казахстана. В забое бурильщик Семиволос многократно перевыполняет норму по добыче железной руды. Вагонетки везут добытый уголь. Сверхнормы по добыче выдают даже женщины. Рекорд у нефтяников на буровой в Баку. Выплавка металла на Кузнецком металлургическом комбинате. Работают цеха «Магнитки». На плавке новой бронебойной стали сталевар Щербо со своим штабом.
В присутствии конструктора Грабина идут испытания новой пушки на артиллерийском заводе. Работают цеха танкового завода, его токари Ехлаков, Гусев, Черёмушкина. По цеху движутся готовые танки. Испытания танков на открытой местности, на броне одного из них механик-испытатель Константин Ковш.
Новый самолёт выезжает из ангара, в цехах авиазавода идёт сборка самолётов-истребителей. Один из них взлетает в небо, конструкторы с аэродрома наблюдают за его полётом. Подписание акта о приёмке самолёта. За испытанием новой партии штурмовиков, предназначенных для фронта, наблюдают авиаконструктор Ильюшин и лётчик-испытатель Коккинаки.
Из машины выходит Молотов, вернувшийся из поездки в страны антигитлеровской коалиции. Москвичи читают свежие выпуски газет на улицах, в транспорте. На одной из улиц три английских военных лётчика в форме. В рабочем кабинете в Кремле Калинин подписывает телеграмму королю Великобритании Георгу VI. В торжественной обстановке член ЦК ВКП(б) Бадаев вручает высшие государственные награды лётчику Бондаренко, подполковнику Сандалову, танкисту Григорьеву. Трое Героев Советского Союза отмечают награждение в ресторане «Националь».
В многодетной семье рабочего пополнение — у девочки Лиды погибли родители. Для неё ставят детскую кроватку. По просьбе вдовы героя-панфиловца Клочкова Нины, эвакуированной в Алма-Ату, на могилу героев в деревне Нелидово возлагают цветы. В казахском колхозе имени Первого Мая читают письмо с фронта от своего бывшего табунщика. Первый день на пастбище у девушки из Грузии, колхоз имени Берии доверил ей отару из тысячи овец.
Уборка урожая, на пшеничное поле вышла уборочная техника. Сбор чая на чайных плантациях. К уборке урожая привлечены школьники. Грузовики и подводы, запряжённые лошадьми и верблюдами, свозят мешки с убранным хлебом. Рыболовецкий сейнер у берегов Дальнего Востока. На катере рыбакам доставляется почта, в свежем номере газеты статья с фотографией Аллы Коломиной — помощницы шкипера, она и теперь стоит за штурвалом. С уловом Амурская флотилия возвращается на базу.
По всей стране среди населения проходит военный всеобуч, готовятся резервы Красной армии. Слушатели военной академии сдают госэкзамены по тактике и технике. Прыжки с парашютом совершают будущие десантники. Стройными рядами пехота из новобранцев отправляется на фронт. Движется на фронт и кавалерия кубанских казаков. Составляется список фронтовых медсестёр; мать одной из них убирает платья, — дочь теперь носит гимнастёрку и кирзовые сапоги. Окончившие спецшколу ВВС молодые лётчики тоже уезжают на фронт, на вокзале в Тбилиси идёт прощание с близкими. По железной дороге везут военную технику, орудия. Движется бронепоезд с надписью «Советская Армения». К линии фронта стекаются грузовые составы, цистерны с топливом, танки на платформах. Сидящие наверху красноармейцы поют песню.
С прорыва танков начинается атака. Красноармейцы на плотах форсируют реку. Авиация противника сбрасывает бомбы, по ней работают советские зенитные батареи. Подбит немецкий самолёт. Кавалерия пересекает водную преграду вплавь. Танк обрушивает хату, в которой была оборудована огневая точка. Из пулемёта наступление пехоты прикрывает комсомолец Горностаев, сегодня его первый бой. В окопах убитые немецкие солдаты, враг опрокинут. С  поднятыми рукам из блиндажа показываются немцы. Красноармейцы конвоируют колонну пленных. 
На передовую с концертом приезжает певица Лариса Александровская, она в национальной белорусской одежде. Ей помогают забраться на танк, звучит песня «Будьте здоровы, живите богато». По тревоге танкисты готовятся к бою. Из-под маскировки показываются самолёты. В штабе армии генерал-майор Громов и полковник Юмашев. Самолёты в воздухе. Александровская провожает танки с личным составом на броне.
Глядя в прицел, лётчик жмёт на гашетку, сбрасывая бомбы на вражеские укрепления. Серия взрывов на земле. Бойцы спрыгивают с брони танков, выстраиваясь в цепи, противник рядом. Один из танков переезжает немецкую пушку. Снизившись, штурмовики атакуют танки противника. Наступление продолжается. Санинструктор Соколова ползком тащит раненого. Достигнув окопа, оттуда ей помогают бойцы. В полевом военном госпитале идёт операция, её проводит хирург Вишневский.
Горит освобождённая деревня. В дыму белокаменная колокольня, звонарь бьет в колокола. Уцелевшие жители  обнимают солдат. Горят подбитые танки. Красноармеец Курьянов у разрушенного дома, где жила его семья. Плачут женщины. В нагрудном кармане убитого немца фотографии совершённых преступлений. Солдаты кормят найденную в подвале девочку, мать которой угнали в Германию.
Красноармеец играет на трофейном аккордеоне, поёт «Давай закурим». Бойцы кто спит, кто чистит оружие или пишет письма. Один штопает одежду. На закате по глади реки плывут лодки. Под камуфляжной сеткой орудие, его расчёт на боевом дежурстве. Над портом появляется аэростат. Аэростаты и над Москвой. Стволы зенитных орудий нацелены в небо. Лётчики сидят в своих кабинах наготове. Два бойца разворачивают прожектор ПВО. День завершается ночными вылетами бомбардировщиков. Бой с врагом продолжается.
Авторы фильма как бы попробовали сделать моментальный снимок с лица родины, — такой, какая она есть сейчас, в дни смертельной опасности и смертельной борьбы.

## История создания
Создатели фильма использовали идею М. Горького и М. Кольцова 1930-х годов для книги «День мира» о событиях, происшедших на планете в течение одного дня, а также развивая идею довоенного фильма «День нового мира» (1940). Выбор пал на 356-й день войны — 13 июня 1942 года — всё происходящее на фронтах и в тылу фиксировалось на киноплёнку 160 кинооператорами-хроникёрами.
По документам Комитета по делам кинематографии при СНК СССР первоначальное название фильма было «День Отечественной войны».
Днём основных съёмок установлен 13 июня, начало съёмок начинается с 4 часов утра, что должно быть подчёркнуто световыми условностями.
1. Основной съёмкой являются боевые операции, в которых необходимо показать масштаб операции и взаимодействие всех родов оружия. Подробный план разрабатывается на месте в армии.
2. Форсирование реки под огнём бомбёжки, взрывы у переправы в поле, зенитные огневые точки ведут огонь, на фоне переправы.
3. Немецкие самолёты в воздухе в зоне зенитного обстрела. Подбитые самолёты и т. д.
4. Аэродром. Тревога, вылет самолётов по сигнальной ракете. Первый боевой вылет лётчика с указанием фамилии и т. д.
5. Бомбёжки немецких колонн или других объектов.Из задания киносъёмок по картине «День Отечественной войны» по киногруппе Северо-Западного фронта, 5 июня 1942

Этим же документом устанавливалось что «каждому оператору необходимо проявить максимум инициативы и оперативности и проведении съёмок в зависимости от обстановки, и если возникнут интересные темы, должны заснять их», также о тесной связи c начальником Политотдела армии и обращении в случае необходимости за помощью к члену Военного Совета.
Весь снятый материал незамедлительно стекался к руководству киногруппы для срочной отправки в Москву.
О значении работы в фильме фронтовых кинооператоров Константин Симонов:

Глядя в тылу кадры фронтовых кинохроник, люди не всегда ясно представляют себе, что значит работать с киноаппаратом в условиях современной войны, чего стоит тот или иной, казалось бы, не особенно внешне эффектный кадр киноленты. Он почти всегда сто́ит неимоверных усилий. Фронтовые кинооператоры, снимавшие эту картину, являются такими же смелыми бойцами, как показанные в ней бойцы и командиры нашей великой армии.
— «День войны» (новый документальный фильм Центральной студии кинохроники), «Правда» 22 октября 1942
Работе над фильмом посвящена 19-я серия многосерийного документального проекта «Как снимали войну» (2020).

## Съёмочная группа
- Режиссер: Михаил Слуцкий
- Автор сценарного плана: Алексей Каплер
- Операторы

- Гарей Амиров
- Гильван Амиров
- Яков Берлинер
- Георгий Бобров
- Николай Большаков
- Теодор Бунимович
- Борис Вакар
- Иосиф Вейнерович
- Рафаил Гиков
- Израиль Гольдштейн
- Илья Гутман
- Борис Дементьев
- Владимир Еремеев
- Александр Казначеев
- Павел Касаткин
- Исаак Кацман
- Соломон Коган
- Леонид Котляренко
- Абрам Кричевский
- Фёдор Кротик-Короткевич
- Кенан Кутуб-заде
- Алексей Лебедев
- Ефим Лозовский
- Яков Марченко
- Яков Местечкин
- Владислав Микоша
- Юрий Монгловский
- Евгений Мухин
- Николай Нагорный
- Борис Небылицкий
- Фёдор Овсянников
- Пётр Оппенгейм
- Григорий Островский
- Михаил Ошурков
- Виктор Петров
- Михаил Прудников
- Павел Русанов
- Дмитрий Рымарев
- Моисей Сегаль
- Сергей Семёнов
- Алексей Сёмин
- Георгий Симонов
- Семён Скраливецкий
- Яков Смирнов
- Алексей Солодков
- Авенир Софьин
- Владимир Сущинский
- Владимир Томберг
- Марк Трояновский
- Ефим Учитель
- Рувим Халушаков
- Владимир Цеслюк
- Константин Широнин
- Пётр Шлыков
- Борис Щадронов
- Александр Щекутьев
- Александр Эльберт

и другие.
- Композитор: Даниил Покрасс
- Звукооператоры: Виталий Нестеров, Георгий Фомин
- Текст песен: Василий Лебедев-Кумач (нет в титрах)[13]
- Диктор: Юрий Левитан
- Директор картины: И. Солуянов

## Прокат и отзывы в прессе
На экраны СССР фильм вышел 22 октября 1942 года. Ко дню премьеры рецензии и материалы о фильме вышли во многих центральных изданиях: в «Правде», «Известиях» (22 октября), газете «Литература и искусство» (24 октября).

Именно потому, что авторы картины сумели показать главное, — душевную силу народа, его веру в победу, — они не побоялись, и правильно сделали, показать в картине все тяготы войны, всё горе и страдание, которое она порождает, все несчастья, которые она обрушивает на головы людей.
— Константин Симонов, «Правда» 22 октября 1942

Язык кино, лаконичный и документальный, рассказал большую повесть о жизни и борьбе великого народа на протяжении одного дня, и зритель чувствует в этом поступь истории.
Нельзя подменить правду вымыслом. Правда — в борьбе, и эту правду с взволнованной силой показывает нам фильм.
— Владимир Лидин, «Известия» 22 октября 1942
В декабре 1942 года состоялся показ фильма в Великобритании, в дальнейшем с 1943 по 1944 годы фильм также уведели в Бельгии, Швеции и Израиле. В США фильм вышел в январе 1943 года в сильно сокращённом, адаптированном для американского зрителя варианте под названием One Day of War — Russia 1943.

## Критика
Оценки фильма спустя десятилетия несколько отличаются от первоначальных:

13 июня — не был просто обычный день войны. Это был один из самых трагичных дней.
Северо-западный участок фронта — на экране концерт фронтовой бригады. Но ведь именно тогда здесь, в лесах и болотах погибала, вырываясь из вражеского кольца, и снова попадая в огненное кольцо, Вторая ударная армия — её командующий, генерал Власов перешёл к немцам, член Военного совета Зуев застрелился…
Этот день был одним из последних дней осаждённого Севастополя — солдаты и матросы прикрытия, обеспечивающие эвакуацию основных сил, вели последние отчаянные бои у кромки воды и теперь им были уготованы либо гибель, либо плен, а их было несколько десятков тысяч человек.
После окружения под Харьковом, где погибли заместитель командующего Юго-западным фронтом и четыре командующих армиями, где в плен попало более трёхсот тысяч бойцов, наши войска отходили к Волге и предгорьям Кавказа.
Конечно, и тени всего этого не было в фильме «День войны».
— Владимир Баскаков, «Если не Сталин, то кто же?» 1991

Были продолжены и хороший композиционный принцип, но и официально-хвалебные интонации. О поражениях 1941 года и невыносимых трудностях жизни и работы в тылу говорилось как бы неохотно, вскользь, успехи превозносились.
— Людмила Джулай, «Документальный иллюзион» 2005

Благодаря точному отбору и убедительному монтажу разнообразных, ёмких и эмоциональных образов хроника в «Дне войны» преобразовывалась в масштабный (но не претендующий на эпичность) киножурнализм, в актуальную патриотическую публицистику, уверенно находившую в повседневной фронтовой и тыловой жизни весомые доказательства тому, что победа будет за советским народом.
— Сергей Каптерев, «Телекинет» № 4 2020

## Комментарии
1. ↑  В действительности вошедшие в фильм материалы датированы не только 13 июня[5]. К примеру, «снятые кинооператором Западного фронта Г. Бобровым новеллы «Утро», «День» и «Вечер» — требовали временных затрат, выходящих за рамки одного дня»[6].
2. ↑  Ни один из 160 операторов в титрах не упомянут, имена приведены из справочников разных лет, публикаций Музея ЦСДФ и иных открытых источников[10][11][12]. Данные по операторам, снимавших в тылу, по большей части неизвестны.
3. ↑  Англоязычную интерпретацию фильма выполнили профессиональные документалисты, авторы серий «Марш времени[англ.]». Их работа не сводилась к простому линейному сокращению. Сергей Каптерев, киновед: «Некоторые сцены и эпизоды фильма были переставлены в соответствии с американским пониманием логики кино, обусловленным принципами классической голливудской модели, стремящейся к максимальной динамичности и «прозрачности», общей доступности повествования»[17].